# Brundidge
Brundidge é uma cidade localizada no estado americano do Alabama, no Condado de Pike.

## Demografia
Segundo o censo americano de 2000, a sua população era de 2341 habitantes. 
Em 2006, foi estimada uma população de 2309, um decréscimo de 32 (-1.4%).

## Geografia
De acordo com o United States Census Bureau, a localidade tem uma área de 25,2 km², dos quais 25,1 km² cobertos por terra e 0,1 km² cobertos por água. Brundidge localiza-se a aproximadamente 134 m acima do nível do mar.

## Localidades na vizinhança
O diagrama seguinte representa as localidades num raio de 32 km ao redor de Brundidge. 